# 婦女與孩童優先

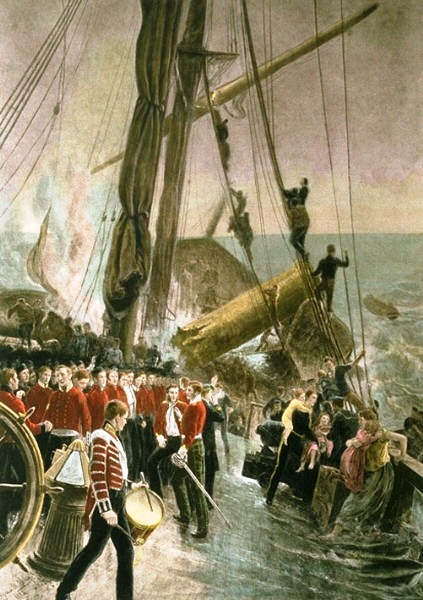
如查爾斯·納皮爾·海米的畫作《博肯海德號的失事》所繪，士兵迅速站到博肯海德號的甲板上讓婦女及孩童先上到救生艇（約1892年）

「婦女與孩童優先」，歷史上或稱博肯海德演習（英語：Birkenhead Drill），是一個行為準則，規範婦女和孩童在災難（特別是船難）發生時，救生資源如救生艇有限的情況下，應優先救出，但此準則並無海事法依據。
歷史上最早有記載的運用是在1852年英國皇家海軍軍隊運輸船博肯海德號船難發生時的疏散作業中，但使這個行為準則在大眾間盛傳的還是1912年的鐵達尼號沉沒事故。
根據災難疏散專家埃德·加利亞（Ed Galea），在現代的疏散計畫中通常會「幫助最脆弱的人脫離險境，而那些人通常是受傷的人、老年人以及幼童。」

## 歷史

### 19世紀
「婦女與孩童優先」準則在1860年威廉·道格拉斯·奧康納所寫小說《哈靈頓：真愛的故事》（Harrington: A Story of True Love）中就已經存在，第一次有紀錄的使用是1840年5月，在紐約開往利哈佛的美籍郵船波蘭號上，因為被閃電擊中而起火。根據波士頓的乘客J.H.白金漢所述：
|  | ……當我們上到甲板上時，船長說這艘船毫無疑問地起火了，而我們必須嘗試去面對它。當知道可能被迫要搭乘救生船時，一位法國乘客立刻提出了「優先照顧女人和小孩」的建議，也得到了其他乘客的認同。」 |

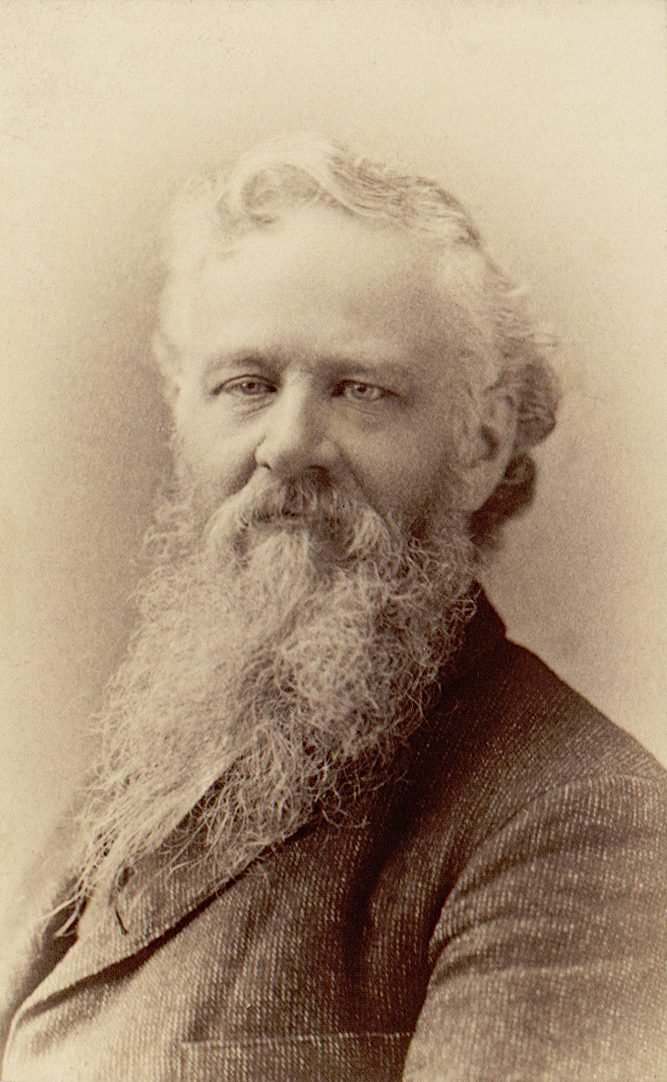
小說家威廉·道格拉斯·奧康納

這導致婦女、兒童和少數名男性乘客被疏散到長船上，而其他男性乘客和船員則留在船上救火。由於白金漢是一名記者，他對事件的生動描述首先發表在《波士頓信使》上，被包括《泰晤士報》（倫敦）在內的其它報紙轉載，並在同年內出版成一本書，因此讓這個準則在當時廣泛流傳。
在1860年的小說《哈靈頓：真愛的故事》（Harrington: A Story of True Love）中，當在描述標題人物約翰·哈靈頓的父親哈靈頓船長之死時，出現了著名的「婦女與兒童優先」準則。虛構故事中哈靈頓船長的死亡不僅說明了「婦女和兒童至上」的概念，也描繪了「船长与船共存亡」的概念。
|                                                      | 「退開那些船！」（哈靈頓船長）手持著手桿喊著。「我會打毀第一個碰到船的男人的腦袋。女士和孩童優先，男人們。」……「蒂姆斯」，他說，「如果我再也見不到他們，請把我的愛獻給我的妻子和兒子。上帝保佑你們，伙計們。」…… （埃爾達船長）停了下來，用袖子抹去他眼裡因為一個史詩英雄死亡流下的眼淚。「這就是故事，這些是蒂姆斯帶回家給你母親最後的遺言……這就是他死去的方式。婦女及小孩被拯救。那很感人……但是他死了……」 「這個離開世界的方式非常英勇」（約翰·哈靈頓）說。「有這樣的一個父親在記憶裡讓我的生活感到幸福。」 |
| ——威廉·道格拉斯·奧康納，《哈靈頓：真愛的故事》(1860) | |

十九世紀和二十世紀早期，船隻通常未能配備足夠的救生艇來保障災難發生時所有人員的安全。1870年，在回覆英國下議院關於外輪船諾曼第號的沉船問題時，喬治·肖·勒費弗說道：
|  | 在貿易局看來，強迫往返於英國和法國之間的客輪配備足夠載客量的救生艇是不可能的。他們會阻塞甲板，反而增加而不是減少危害。 |

實際上，「婦女與孩童優先」第一次真正被使用是在1852年時英國皇家海軍博肯海德號撞到礁石發生的船難。羅伯特·薩爾蒙德船長命令塞頓上校指派人到鏈泵，六十個人被指派這個工作；另外六十個去處理救生艇的滑車組，剩下的被指派到艉艛甲板上以升起船的前端。婦幼被安置在船邊的舢舨上。當時有許多紀念此船難的報紙和文藝作品，如1893年魯德亞德·吉卜林創作的詩歌《Soldier an' Sailor Too》。

### 20世紀

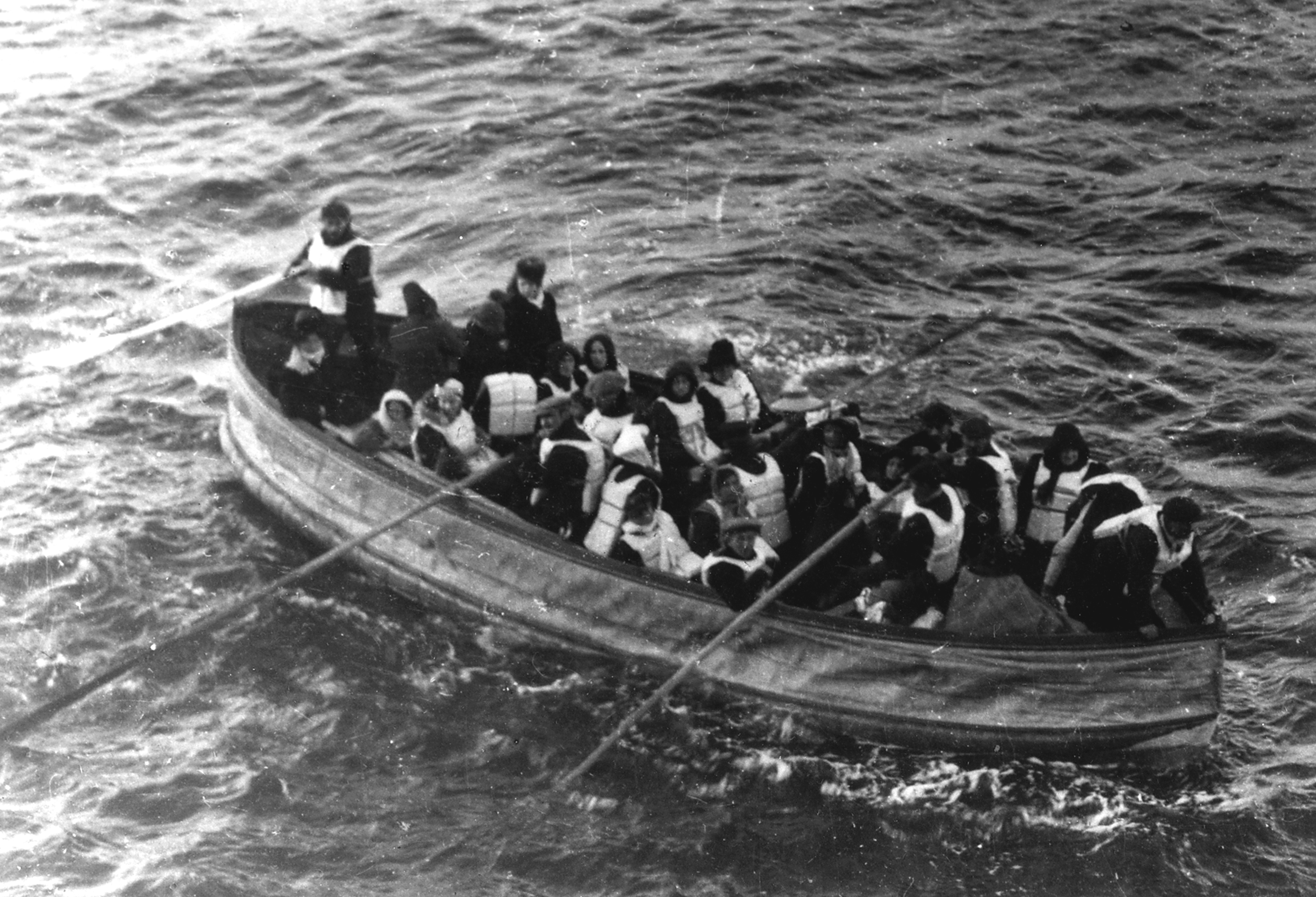
英國皇家郵輪鐵達尼號的倖存者搭上救生艇

到了20世紀，更大的船隻代表可以載運更多的乘客，但一般來說法律仍無法保障所有乘客有救生艇可搭：舉例來說，英國對於救生艇數量的規範是基於船隻的噸位數，而且只規範大於一萬噸位的船隻。這導致當船難發生時乘客及船員在救生艇有限的情況下需要面對哪些人該被救的道德難題。
「女士與孩童優先」因為在鐵達尼號上的使用而廣為流傳。輪船的二副建議史密斯船長：「長官，我們是不是該把婦女與孩童先弄進救生艇裡？」，船長回復道：「把婦女和孩童放進去然後（把救生艇）降低放開。」大副和二副威廉·默多克和查爾斯·萊托勒對指令有不同的理解，大副理解為讓婦女和孩童「優先」登船，但二副卻理解成「只有」婦女和孩童能上救生艇。二副允許救生艇在未滿員的情況下就放開，而大副則在確保婦女與孩童上船後還准許少量的男性登船。史密斯船長的命令原本的意思是讓女士與孩童優先上船，而餘下的位置留給男性，但因為一些船員誤解，阻止男性登上救生艇導致後來74%的女性與52%的孩童被救出，但只有20%的男性能夠存活。後來那些男性甚至被大眾指控沒能讓鐵達尼號上所有的婦女與孩童都被救出，如白星航運的董事長約瑟夫·布魯斯·伊斯梅等倖存的男性，被批評為懦夫。

### 21世紀
國際海事法中沒有關於「婦女與孩童優先」行為準則的法律依據。
在美國童軍的海上童軍裡「女士與孩童優先」被當作「在海上的座右銘」。
「婦女與孩童優先」作爲不成文的舉止規範亦可見於現代。2011年3月，肯塔基州卡溫頓的一家水上餐廳脫離繫泊處，共83人被困在俄亥俄河中央。女士首先被救出，但有幸的是事故最終沒有釀成傷亡。

## 腳註
1. ↑  Rudyard Kipling. . Kessinger. 2005: 305  [2021-08-10]. ISBN 1-4179-0750-9. （原始内容存档于2021-08-18）.
2. ↑  Heinlein 1978，第169頁.
3. 1 2 3  de Castella, Tom. . BBC News. 2012-01-16  [2021-08-10]. （原始内容存档于2021-08-10）.
4. ↑  . The Phrase Finder.   [2010-04-16]. （原始内容存档于2012-10-31）.
5. ↑  O’Connor (1860), pp. 187-188
6. 1 2  Howland, Southworth Allen.  2nd. Worcester. 1840: 341.
7. ↑  The Times (London) 27 June 1840, p. 6; reprinting a report dated 29 May 1840, first appearing in the Boston Courier.
8. ↑  The Parliamentary debates (Authorized edition), Volume 200, 21 March 1870, pp. 323–324 （页面存档备份，存于） H. M. Stationery Office, 1870
9. ↑  Kingston, William Henry Giles. . London: Nick Hodson. 1899  [2021-08-10]. （原始内容存档于2021-01-09）.
10. ↑  . Capeinfo.   [2013-05-12]. （原始内容存档于2013-06-15）.
11. ↑  Marshall 1912，第80頁.
12. ↑  Lord 2005，第37頁.
13. ↑  Barczewski 2006，第21頁.
14. ↑  Lord 1997，第63頁.
15. ↑  Ballard 1987，第87頁.
16. ↑  Anesi, Chuck. .   [2021-08-10]. （原始内容存档于2012-10-31）.
17. ↑  Benedict & Gardner 2000，第204頁.
18. ↑  . Bryan on Scouting. 2014-01-27  [2018-10-15]. （原始内容存档于2021-08-10）.
19. ↑  . ESPN. Associated Press. 2011-03-13  [2013-09-29]. （原始内容存档于2011-03-16）.